# Dietz-Computer-Systeme

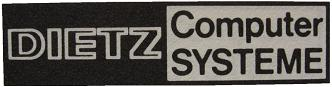
Firmenlogo

Dietz Computer Systeme in Mülheim an der Ruhr entwickelte, fertigte und vertrieb bis in die 1980er Jahre Computer und computergestützte Systeme für die Prozessdaten-Verarbeitung, für technisch-wissenschaftliche Zwecke, für kommerziell-administrative Anwendungen (mittlere Datentechnik) sowie für die mechanische Konstruktion.

## Geschichte

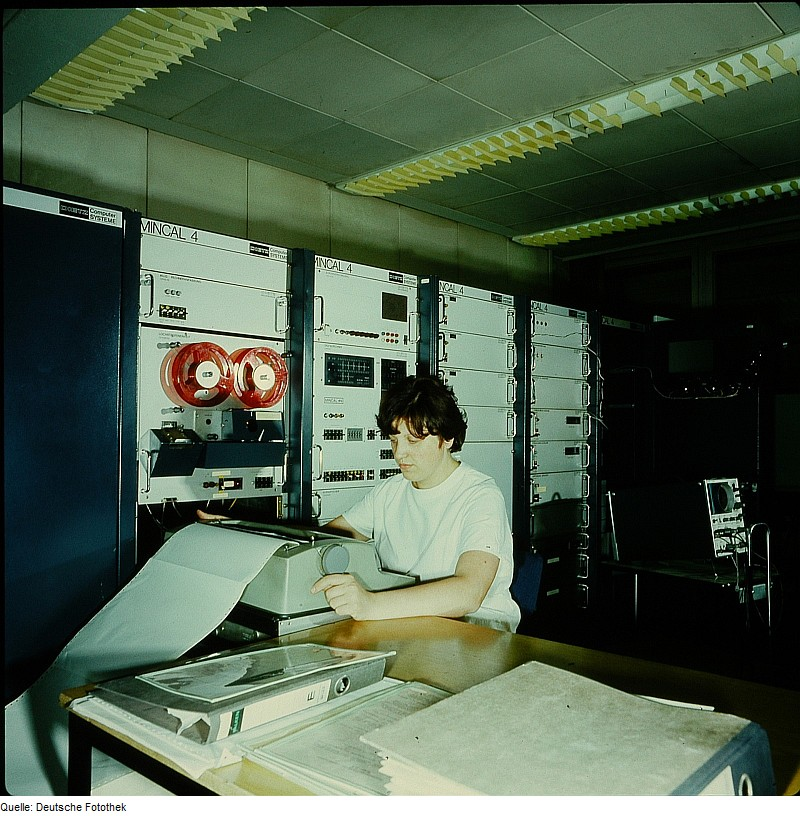
MINCAL 4 von Dietz-Computer-Systeme im VEB Edelstahlwerk Freital

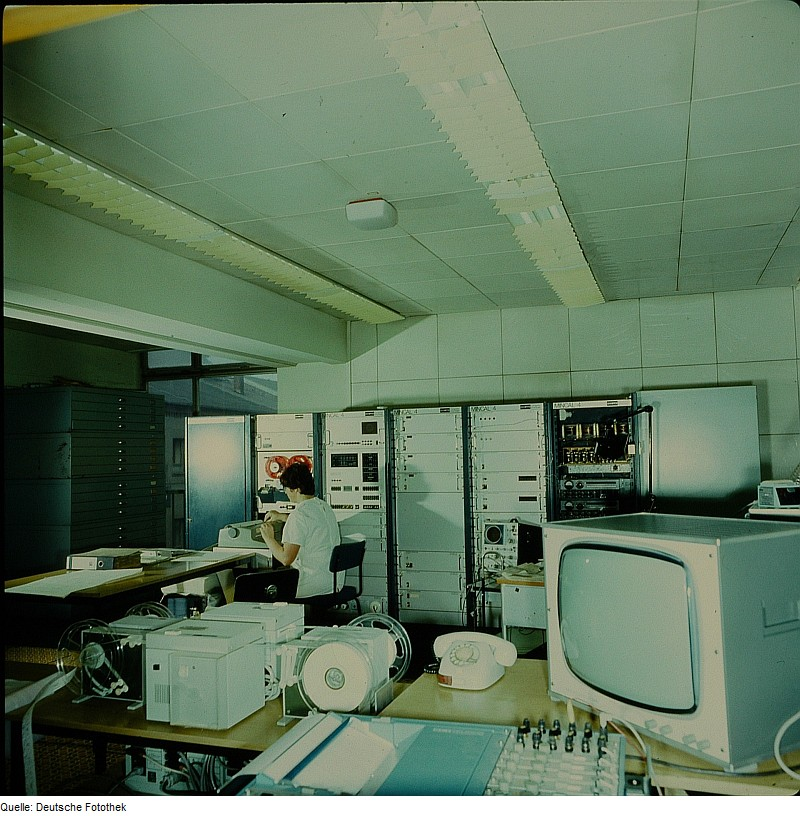
MINCAL 4 von Dietz-Computer-Systeme im VEB Edelstahlwerk Freital

1951 gründete der Elektroingenieur Heinrich Dietz in Mülheim an der Ruhr das Unternehmen, das seinen Namen sowie den Zusatz „Industrie-Elektronik“ trug und in dem zunächst elektronische Geräte für den industriellen Einsatz gefertigt wurden.
1968 wurde sein Sohn Peter Dietz, der in der Firma bereits seit deren Gründung tätig war, Geschäftsführer und persönlich haftender Gesellschafter des inzwischen in eine KG umgewandelten und unter der Marke Dietz Computer-Systeme auftretenden Unternehmens.
Seit 1963 wurden bei Dietz Minicomputer entwickelt, hergestellt und vertrieben. Vor allem ab 1971 geschah dies in schnell wachsendem Umfang mit dem Minicomputer Dietz 621 und dem darauf basierenden kommerziellen Dialogsystem Dietz 600 sowie dem Mehrprozessorsystem Dietz 6000.
1977 gründete das Unternehmen zusammen mit dem schweizerischen Bauingenieur Heinz Hossdorf für das Marktsegment der computerunterstützten Konstruktion (CAD) die Dietz Technovision GmbH. Der Partner und Ideengeber schied zwar 1979 wieder aus, aber das nunmehrige Tochterunternehmen setzte die Tätigkeit aufgrund eigener Software-Entwicklungen erfolgreich fort und gewann eine große Zahl von Kunden, wobei nicht Computer von Dietz, sondern leistungsstärkere Superminis US-amerikanischer Herkunft zum Einsatz kamen.
1982 gehörte Dietz zu den zehn größten deutschen Computerherstellern neben Siemens, Nixdorf, AEG-Telefunken, Triumph-Adler, Kienzle Apparate, Philips und anderen. Bis zu diesem Jahr wurden über 3.000 Dietz-Computer ausgeliefert und installiert.
1983 wurde das Unternehmen zunächst zu 80 % vom norwegischen Computerhersteller Norsk Data AS übernommen und firmierte dann als Norsk Data Dietz GmbH. Peter Dietz schied als Geschäftsführer aus. 1986 erfolgte die vollständige Übernahme des Unternehmens, das fortan als Norsk Data GmbH mit Sitz in Bad Homburg vor der Höhe firmierte.
Als die Norsk Data AS 1993 im Sog der allgemeinen Computer-Krise aus dem Markt ausschied, wurde auch das deutsche Tochterunternehmen aufgelöst. Die CAD-Aktivitäten wurden von dem US-amerikanischen Anbieter Intergraph übernommen. Aus den Anwendungssoftware-Aktivitäten heraus entstanden zahlreiche Spinoffs, z. B. auf den Gebieten Bauwirtschaft, Fertigungsplanung, Bibliotheksmanagement und CAD, die ehemaligen Mitarbeitern gehörten und die zumeist in der einen oder anderen Form bis heute existieren.

## Entwicklungspartner
Über die umfangreichen eigenen Aktivitäten hinaus hat das Unternehmen bei System- und Anwendersoftware mit zahlreichen Institutionen und Softwarehäusern zusammengearbeitet, um den Kunden neue Funktionen anzubieten und interessante Märkte zu erobern. Eine wichtige Rolle spielten dabei die Werksvertretungen für die kommerziellen Dialogsysteme, die z. T. eigene Software-Entwicklung betrieben.
Bedeutende Beiträge verdankte das Unternehmen auch der Wissenschaft, u. a. bei der systemnahen Software. So kam es z. B. Ende der 1970er Jahre zu einer Kooperation mit Hans Langmaack von der Christian-Albrechts-Universität zu Kiel, deren Ziel es war, die Programmiersprache Pascal als Systemimplementierungssprache zu etablieren.
Aus dieser Kooperation entstand das Multi-Languages Multi-Machines Übersetzungssystem CAT mit Hilfe der Vienna Development Method und damit weitere Compiler für Dietz und später für die Norsk-Data Hardware, z. B. ein C-Compiler und ein Compiler für den Dietz eigenen kommerziellen BASIC-Dialekt, die es ermöglichten, Anwendungsprogramme bei der Umstellung auf Norsk Data ohne große Änderungen zu übernehmen.